# Sigeberht van Wessex
Sigeberht van Wessex (Engels: Sigeberht of Wessex, Sigebert betekent grofweg 'Geweldige overwinning') was koning van Wessex van 756 tot 757.
Sigeberht was de opvolger van zijn verre familielid Cuthred, maar werd beschuldigd van onjuist handelen. Hij werd uit zijn functie ontheven door een raad van edelen, maar kreeg wel de heerschappij over Hampshire. Daar werd hij beschuldigd van moord, verdreven en uiteindelijk vermoord. Mogelijk werd dit uitgevoerd in opdracht van Æthelbald van Mercia.  Zijn broer, Cyneheard, werd ook verdreven, maar keerde terug in 786 om Sigeberhts opvolger, Cynewulf, te doden.
Cerdic · Cynric · Ceawlin · Ceol · Ceolwulf · Cynegils · Cwichelm · Cenwalh · Penda van Mercia/Cenberht (?) · Cenwalh · Seaxburg · Æscwine · Centwine · Cædwalla · Ine · Æthelheard · Cuthred · Sigeberht · Cynewulf · Beorhtric · Egbert · Æthelwulf · Æthelbald · Æthelberht · Æthelred · Alfred de Grote · Eduard de Oudere · Æthelstan